# Danny Phantom
Danny Phantom je americký-kanadský animovaný televizní seriál vytvořený Butchem Hartmanem pro stanici Nickelodeon. Produkován byl společností Billionfold Studios, distribuován byl Nelvanou, kanadskou animační společností, stejně jako tomu bylo u seriálu Kouzelní kmotříčci (The Fairly OddParents). Vysílán byl v letech 2004–2007 a obsahuje 53 epizod ve třech řadách.
Seriál Danny Phantom pojednává o teenagerovi jménem Danny Fenton, který se po nehodě s nepředvídatelným portálem mezi lidským světem a nadpřirozenou „Zónou duchů“ stal poloduchem a často zachraňuje město a svět před útoky duchů. Pokouší se udržet svou identitu v tajnosti s výjimkou svých dvou nejlepších přátel Tuckera Foleyho a Samanthy (Sam) Manson.